# David Vanterpool
David Vanterpool (Daytona Beach, Florida, 31 de marzo de 1973 (52 años)) es un exjugador de baloncesto estadounidense. Con 1,94 de estatura, jugaba en la posición de alero. 

## Palmarés
- Campeón CBA (2000) con Yakima Sun Kings.
- Campeón ABA2000 (2002) con Kansas City Knights.
- Campeón de la Lega Basket Serie A (2004)
- Euroliga 2006 con CSKA.
- Liga rusa 2006 y 2007 con CSKA.
- Copa de Rusia 2006 y 2007 con CSKA.